# 30. Kongress der Vereinigten Staaten
Der 30. Kongress der Vereinigten Staaten, bestehend aus dem Repräsentantenhaus und dem Senat, war die Legislative der Vereinigten Staaten. Seine Legislaturperiode dauerte vom 4. März 1847 bis zum 4. März 1849. Alle Abgeordneten des Repräsentantenhauses sowie ein Drittel der Senatoren (Klasse II) waren 1846 bei den Kongresswahlen gewählt worden. Dabei errang die Demokratische Partei die Mehrheit im Senat, während die Whig Party im Repräsentantenhaus die Mehrheit stellte. Der Kongress tagte in der amerikanischen Bundeshauptstadt Washington, D.C. Die Vereinigten Staaten bestanden damals aus 29 Bundesstaaten. Im Verlauf der Legislaturperiode kam Wisconsin als 30. Bundesstaat hinzu. Präsident war der Demokrat James K. Polk. Die Sitzverteilung im Repräsentantenhaus basierte auf der Volkszählung von 1840.

## Wichtige Ereignisse
Siehe auch 1847 1848 und 1849
- 4. März 1847: Beginn der Legislaturperiode des 30. Kongresses
- Während der gesamten Legislaturperiode gehen die Indianerkriege weiter. Bis Februar 1848 dauert auch noch der Mexikanisch-Amerikanische Krieg an.
- 1. Juli 1847: In den Vereinigten Staaten werden die ersten Briefmarken herausgegeben.
- 24. Januar 1848: Mit einem Goldfund beginnt der kalifornische Goldrausch.
- 31. Januar 1848: Beginn der Bauarbeiten am Washington Monument (vollendet nach Unterbrechungen im Jahr 1884)
- 2. Februar 1848: Mit dem Vertrag von Guadalupe Hidalgo wird der Mexikanisch-Amerikanische Krieg beendet. Die Vereinigten Staaten gewinnen eine bedeutende Vergrößerung ihres Staatsgebiets. Die Zugehörigkeit von Texas zu den USA wird von Mexiko anerkannt und die texanische Grenze an den Rio Grande verlegt. Die USA gewinnen das gesamte Gebiet zwischen den Rocky Mountains und der Pazifikküste: die heutigen Bundesstaaten Kalifornien, Arizona, New Mexico, Utah, Nevada, Texas und einen Teil von Colorado und Wyoming.
- 29. Mai 1848: Wisconsin wird 30. US-Bundesstaat.
- 19. Juli 1848: Die Frauenrechtsbewegung hält ihre erste größere Zusammenkunft in Seneca Falls im Bundesstaat New York.
- 14. August 1848: Gründung des Oregon-Territoriums.
- 7. November 1848: Präsidentschafts- und Kongresswahlen in den USA. Zachary Taylor von der Whig Party wird neuer Präsident (Amtsantritt 5. März 1849). Bei den Kongresswahlen gewinnen die Demokraten die Mehrheit in beiden Kammern.
- 3. März 1849: Gründung des Minnesota-Territoriums.

## Die wichtigsten Gesetze
In den Sitzungsperioden des 30. Kongresses wurden unter anderem folgende Bundesgesetze verabschiedet (siehe auch: Gesetzgebungsverfahren):
- 3. März 1849: Gesetz zur Schaffung des Innenministeriums der Vereinigten Staaten
- 3. März 1849: Gold Coinage Act: Das Gesetz erlaubt das Prägen bestimmter Goldmünzen die als Zahlungsmittel in Umlauf kommen.

## Zusammensetzung nach Parteien

### Senat
- Demokratische Partei: 38
- Whig Party: 21
- Unabhängiger Demokrat: 1
- Vakant: 0

Gesamt: 60 Stand am Ende der Legislaturperiode

### Repräsentantenhaus
- Demokratische Partei: 110
- Whig Party: 116
- Unabhängige Demokraten: 2
- American Party: 1
- Unabhängig: 1
- Vakant: 0

Gesamt: 230 Stand am Ende der Legislaturperiode
Außerdem gab es noch einen nicht stimmberechtigten Kongressdelegierten.

## Amtsträger

### Senat
- Präsident des Senats: George M. Dallas (D)
- Präsident pro tempore: David Rice Atchison (D)

### Repräsentantenhaus
- Sprecher des Repräsentantenhauses: Robert Charles Winthrop (W)

## Senatsmitglieder
Im 30. Kongress vertraten folgende Senatoren ihre jeweiligen Bundesstaaten:
| Alabama - Dixon Hall Lewis (D) bis zum 25. Oktober 1848 - Benjamin Fitzpatrick (D) ab dem 25. November 1848 - Arthur Bagby (D) bis zum 16. Juni 1848 - William R. King (D) ab dem 1. Juli 1848 Arkansas - Chester Ashley (D) bis zum 29. April 1848 - William King Sebastian ab dem 12. Mai 1848 - Ambrose Hundley Sevier (D) bis zum 15. März 1848 - Solon Borland (D) ab dem 30. März 1848 Connecticut - Jabez W. Huntington (W) bis zum 1. November 1847 - Roger Sherman Baldwin ab dem 11. November 1847 - John Milton Niles (D) Delaware - John Middleton Clayton (W) bis zum 23. Februar 1849 - John Wales ab dem 23. Februar 1849 - Presley Spruance (W) Florida - David Levy Yulee (D) - James Westcott (D) Georgia - John MacPherson Berrien (W) - Walter T. Colquitt (D) bis zum 4. Februar 1848 - Herschel Vespasian Johnson (D) ab dem 4. Februar 1848 Illinois - Stephen A. Douglas (D) - Sidney Breese (D) Indiana - Jesse D. Bright (D) - Edward A. Hannegan (D) Iowa - Augustus C. Dodge (D) ab dem 7. Dezember 1848 - George W. Jones (D) ab dem 7. Dezember 1848 Kentucky - Joseph R. Underwood (W) - John J. Crittenden (W) bis zum 12. Juni 1848 - Thomas Metcalfe (W) ab dem 23. Juni 1848 Louisiana - Solomon W. Downs (D) - Henry Johnson (W) Maine - John Fairfield (D) bis zum 24. Dezember 1847 - Wyman Moor (D) Vom 5. Januar bis zum 7. Juni 1848 - Hannibal Hamlin (D) ab dem 7. Juni 1848 - James W. Bradbury (D) Maryland - Reverdy Johnson (W) - James Pearce (W) Massachusetts - Daniel Webster (W) - John Davis (W) | Michigan - Lewis Cass (D) bis zum 29. Mai 1848 - Thomas Fitzgerald (D) ab dem 8. Juni 1848 - Alpheus Felch (D) Mississippi - Jesse Speight (D) bis zum 1. Mai 1847 - Jefferson Davis (D) ab dem 10. August 1847 - Henry S. Foote (D) Missouri - Thomas Hart Benton (D) - David Rice Atchison (D) New Hampshire - John P. Hale (unabhängiger Demokrat) - Charles G. Atherton (D) New Jersey - William L. Dayton (W) - Jacob W. Miller (W) New York - Daniel S. Dickinson (D) - John Adams Dix (D) North Carolina - Willie Person Mangum (W) - George Edmund Badger (W) Ohio - Thomas Corwin (W) - William Allen (D) Pennsylvania - Daniel Sturgeon (D) - Simon Cameron (D) Rhode Island - Albert C. Greene (W) - John Hopkins Clarke (W) South Carolina - John C. Calhoun (D) - Andrew Butler (D) Tennessee - Hopkins L. Turney (D) - John Bell (W) ab dem 22. November 1847 Texas - Thomas Jefferson Rusk (D) - Sam Houston (D) Vermont - Samuel S. Phelps (W) - William Upham (W) Virginia - James Murray Mason (D) - Robert Hunter (D) Wisconsin - Henry Dodge (D) ab dem 8. Juni 1848 - Isaac P. Walker (D) ab dem 8. Juni 1848 |

## Mitglieder des Repräsentantenhauses
Folgende Kongressabgeordnete vertraten im 30. Kongress die Interessen ihrer jeweiligen Bundesstaaten:
| Alabama 7 Wahlbezirke - 1. John Gayle (W) - 2. Henry Washington Hilliard (W) - 3. Sampson Willis Harris (D) - 4. Samuel Williams Inge (D) - 5. George S. Houston (D) - 6. Williamson Cobb (D) - 7. Franklin Welsh Bowdon (D) Arkansas Staatsweite Wahl - Robert Ward Johnson (D) Connecticut 4 Wahlbezirke - 1. James Dixon (W) - 2. Samuel D. Hubbard (W) - 3. John A. Rockwell (W) - 4. Truman Smith (W) Delaware Staatsweite Wahl - John W. Houston (W) Florida Staatsweit - Edward Carrington Cabell (W) Georgia 8 Wahlbezirke - 1. Thomas Butler King (W) - 2. Alfred Iverson (D) - 3. John William Jones (W) - 4. Hugh A. Haralson (D) - 5. John Henry Lumpkin (D) - 6. Howell Cobb (D) - 7. Alexander Hamilton Stephens (W) - 8. Robert Augustus Toombs (W) Illinois 7 Wahlbezirke - 1. Robert Smith (D) - 2. John Alexander McClernand (D) - 3. Orlando B. Ficklin (D) - 4. John Wentworth (D) - 5. William Alexander Richardson (D) ab dem 6. Dezember 1847 - 6. Thomas J. Turner (D) - 7. Abraham Lincoln (W) Indiana 10 Wahlbezirke - 1. Elisha Embree (W) - 2. Thomas J. Henley (D) - 3. John L. Robinson (D) - 4. Caleb Blood Smith (W) - 5. William W. Wick (D) - 6. George G. Dunn (W) - 7. Richard W. Thompson (W) - 8. John Pettit (D) - 9. Charles W. Cathcart (D) - 10. William Rockhill (D) Iowa 2 Wahlbezirke - 1. William Thompson (D) - 2. Shepherd Leffler (D) Kentucky 10 Wahlbezirke - 1. Linn Boyd (D) - 2. Beverly L. Clarke (D) - 3. Samuel Peyton (D) - 4. Aylette Buckner (W) - 5. John Burton Thompson (W) - 6. Green Adams (W) - 7. Garnett Duncan (W) - 8. Charles S. Morehead (W) - 9. Richard French (D) - 10. John Pollard Gaines (W) Louisiana 4 Wahlbezirke - 1. Emile La Sére (D) - 2. Bannon Goforth Thibodeaux (W) - 3. John H. Harmanson (D) - 4. Isaac Edward Morse (D) Maine 7 Wahlbezirke - 1. David Hammons (D) - 2. Asa Clapp (D) - 3. Hiram Belcher (W) - 4. Franklin Clark (D) - 5. Ephraim K. Smart (D) - 6. James S. Wiley (D) - 7. Hezekiah Williams (D) Maryland 6 Wahlbezirke. - 1. John Grant Chapman (W) - 2. James Dixon Roman (W) - 3. Thomas Watkins Ligon (D) - 4. Robert Milligan McLane (D) - 5. Alexander Evans (W) - 6. John W. Crisfield (W) Massachusetts 10 Wahlbezirke - 1. Robert Charles Winthrop (W) - 2. Daniel P. King (W) - 3. Amos Abbott (W) - 4. John G. Palfrey (W) - 5. Charles Hudson (W) - 6. George Ashmun (W) - 7. Julius Rockwell (W) - 8. John Quincy Adams (W) bis zum 23. Februar 1848 - Horace Mann (W) ab dem 3. April 1848 - 9. Artemas Hale (W) - 10. Joseph Grinnell (W) Michigan 3 Wahlbezirke - 1. Robert McClelland (D) - 2. Edward Bradley (D) bis zum 5. August 1847 - Charles E. Stuart (D) ab dem 6. Dezember 1847 - 3. Kinsley S. Bingham (D) Mississippi 4 Wahlbezirke - 1. Jacob Thompson (D) - 2. Winfield Scott Featherston (D) - 3. Patrick W. Tompkins (W) - 4. Albert G. Brown (D) Missouri 5 Wahlbezirke - 1. James B. Bowlin (D) - 2. John Jameson (D) - 3. James S. Green (D) - 4. Willard Preble Hall (D) - 5. John S. Phelps (D) New Hampshire 4 Wahlbezirke - 1. Amos Tuck (Unabhängiger) - 2. Charles H. Peaslee (D) - 3. James Wilson (W) - 4. James Hutchins Johnson (D) New Jersey 5 Wahlbezirke - 1. James G. Hampton (W) - 2. William A. Newell (W) - 3. Joseph E. Edsall (D) - 4. John Van Dyke (W) - 5. Dudley S. Gregory (W) New York 34 Wahlbezirke. - 1. Frederick William Lord (D) - 2. Henry C. Murphy (D) - 3. Henry Nicoll (D) - 4. William B. Maclay (D) - 5. Frederick A. Tallmadge (W) - 6. David S. Jackson (D) bis zum 19. April 1848 - Horace Greeley (W) ab dem 4. Dezember 1848 - 7. William Nelson (W) - 8. Cornelius Warren (W) - 9. Daniel B. St. John (W) - 10. Eliakim Sherrill (W) - 11. Peter H. Silvester (W) - 12. Gideon Reynolds (W) - 13. John I. Slingerland (W) - 14. Orlando Kellogg (W) - 15. Sidney Lawrence (D) - 16. Hugh White (W) - 17. George Petrie (unabhängiger Demokrat) - 18. William Collins (D) - 19. Joseph Mullin (W) - 20. Timothy Jenkins (D) - 21. George A. Starkweather (D) - 22. Ausburn Birdsall (D) - 23. William Duer (W) - 24. Daniel Gott (W) - 25. Harmon S. Conger (W) - 26. William T. Lawrence (W) - 27. John M. Holley (W) bis zum 8. März 1848 - Esbon Blackmar (W) ab dem 4. Dezember 1848 - 28. Elias B. Holmes (W) - 29. Robert L. Rose (W) - 30. David Rumsey (W) - 31. Dudley Marvin (W) - 32. Nathan K. Hall (W) - 33. Harvey Putnam (W) - 34. Washington Hunt (W) | North Carolina 9 Wahlbezirke - 1. Thomas Lanier Clingman (W) - 2. Nathaniel Boyden (W) - 3. Daniel Moreau Barringer (W) - 4. Augustine Henry Shepperd (W) - 5. Abraham Watkins Venable (D) - 6. John Daniel (D) - 7. James Iver McKay (D) - 8. Richard Spaight Donnell (W) - 9. David Outlaw (W) Ohio 21 Wahlbezirke - 1. James J. Faran (D) - 2. David Fisher (W) - 3. Robert Cumming Schenck (W) - 4. Richard S. Canby (W) - 5. William Sawyer (D) - 6. Rodolphus Dickinson (D) - 7. Jonathan D. Morris (D) - 8. John L. Taylor (W) - 9. Thomas O. Edwards (W) - 10. Daniel Duncan (W) - 11. John K. Miller (D) - 12. Samuel Finley Vinton (W) - 13. Thomas Ritchey (D) - 14. Nathan Evans (W) - 15. William Kennon (D) - 16. John D. Cummins (D) - 17. George Fries (D) - 18. Samuel Lahm (D) - 19. John Crowell (W) - 20. Joshua Reed Giddings (W) - 21. Joseph M. Root (W) Pennsylvania 24 Wahlbezirke - 1. Lewis Charles Levin (A= American Party) - 2. Joseph Reed Ingersoll (W) - 3. Charles Brown (D) - 4. Charles Jared Ingersoll (D) - 5. John Freedley (W) - 6. John Westbrook Hornbeck (W) bis zum 16. Januar 1848 - Samuel Augustus Bridges (D) ab dem 6. März 1848 - 7. Abraham Robinson McIlvaine (W) - 8. John Strohm (W) - 9. William Strong (D) - 10. Richard Brodhead (D) - 11. Chester Pierce Butler (W) - 12. David Wilmot (D) - 13. James Pollock (W) - 14. George Nicholas Eckert (W) - 15. Henry Nes (W) - 16. Jasper Ewing Brady (W) - 17. John Blanchard (W) - 18. Andrew Stewart (W) - 19. Job Mann (D) - 20. John Dickey (W) - 21. Moses Hampton (W) - 22. John Wilson Farrelly (D) - 23. James Thompson (D) - 24. Alexander Irvin (W) Rhode Island 2 Wahlbezirke - 1. Robert B. Cranston (W) - 2. Benjamin Babock Thurston (D) South Carolina 7 Wahlbezirke - 1. James A. Black (D) bis zum 3. April 1848 - Daniel Wallace (D) ab dem 12. Juni 1848 - 2. Richard F. Simpson (D) - 3. Joseph A. Woodward (D) - 4. Alexander D. Sims (D) bis zum 22. November 1848 - John McQueen (D) ab dem 12. Februar 1849 - 5. Armistead Burt (D) - 6. Isaac E. Holmes (D) - 7. Robert Rhett (D) Tennessee 11 Wahlbezirke - 1. Andrew Johnson (D) - 2. William Michael Cocke (W) - 3. John Hervey Crozier (W) - 4. Hugh Hill (D) - 5. George Washington Jones (D) - 6. James Houston Thomas (D) - 7. Meredith Poindexter Gentry (W) - 8. Washington Barrow (W) - 9. Lucien Bonaparte Chase (D) - 10. Frederick Perry Stanton (D) - 11. William T. Haskell (W) Texas 2 Wahlbezirke - 1. David Spangler Kaufman (D) - 2. Timothy Pilsbury (D) Vermont 4 Wahlbezirke - 1. William Henry (W) - 2. Jacob Collamer (W) - 3. George Perkins Marsh (W) - 4. Lucius Benedict Peck (D) Virginia 15 Wahlbezirke - 1. Archibald Atkinson (D) - 2. George Dromgoole (D) bis zum 27. April 1847 - Richard Kidder Meade (D) ab dem 5. August 1847 - 3. Thomas Flournoy (W) - 4. Thomas Stanley Bocock (D) - 5. William L. Goggin (W) - 6. John Botts (W) - 7. Thomas H. Bayly (D) - 8. Richard Beale (D) - 9. John Pendleton (W) - 10. Henry Bedinger (D) - 11. James McDowell (D) - 12. William B. Preston (W) - 13. Andrew S. Fulton (W) - 14. Robert A. Thompson (D) - 15. William Gay Brown (D) Wisconsin 2 Wahlbezirke - 1. William Pitt Lynde (D) ab dem 8. Juni 1848 - 2. Mason Cook Darling (D) ab dem 8. Juni 1848 |

Nicht stimmberechtigte Mitglieder im Repräsentantenhaus:
- Wisconsin-Territorium: John Hubbard Tweedy (D) bis zum 29. Mai 1848 dann Henry Hastings Sibley (D)